# Cheryl Yang
Cheryl Yang (楊謹華) est une actrice, mannequin, animatrice, et chanteuse taïwanaise née le  12 décembre 1977, à Taichung, Taïwan.

## Séries TV
- Tie the Knot (SETTV, 2014)
- The Queen! (CTV, 2013)
- Big Red Riding Hood (TTV, 2013)
- Once Upon a Love (FTV, 2012)
- Happy Michelin Kitchen (CTV/Anhui TV, 2012)
- Ai Shang Nu Zhu Bo (ZJSTV, 2010)
- Zhong Wu Yen (TTV / SETTV, 2010)
- My Queen (TTV / SETTV, 2009)
- Qian Niu Hua Kai De Ri Zi (CTV, 2008)
- Mask (FTV, 2007)
- Angel Lover (StarTV, 2006)
- Love Queen (CTS, 2006)
- The Hospital (CTV, 2006)
- Only You (CTS, 2005)
- Snow Angel (2004)
- My Secret Garden II (2004)
- Diary of Sex and the City (CTV, 2003)
- My Secret Garden (2003)

## Films
- 1895 as Huang Xian Mei (2008)
- I Wish (2007)

## Liens
- Ressources relatives à l'audiovisuel :   - AllMovie
  - IMDb
- Notices d'autorité :   - VIAF
  - LCCN
  - WorldCat